# Maagd der Armenkerk (Lutlommel)

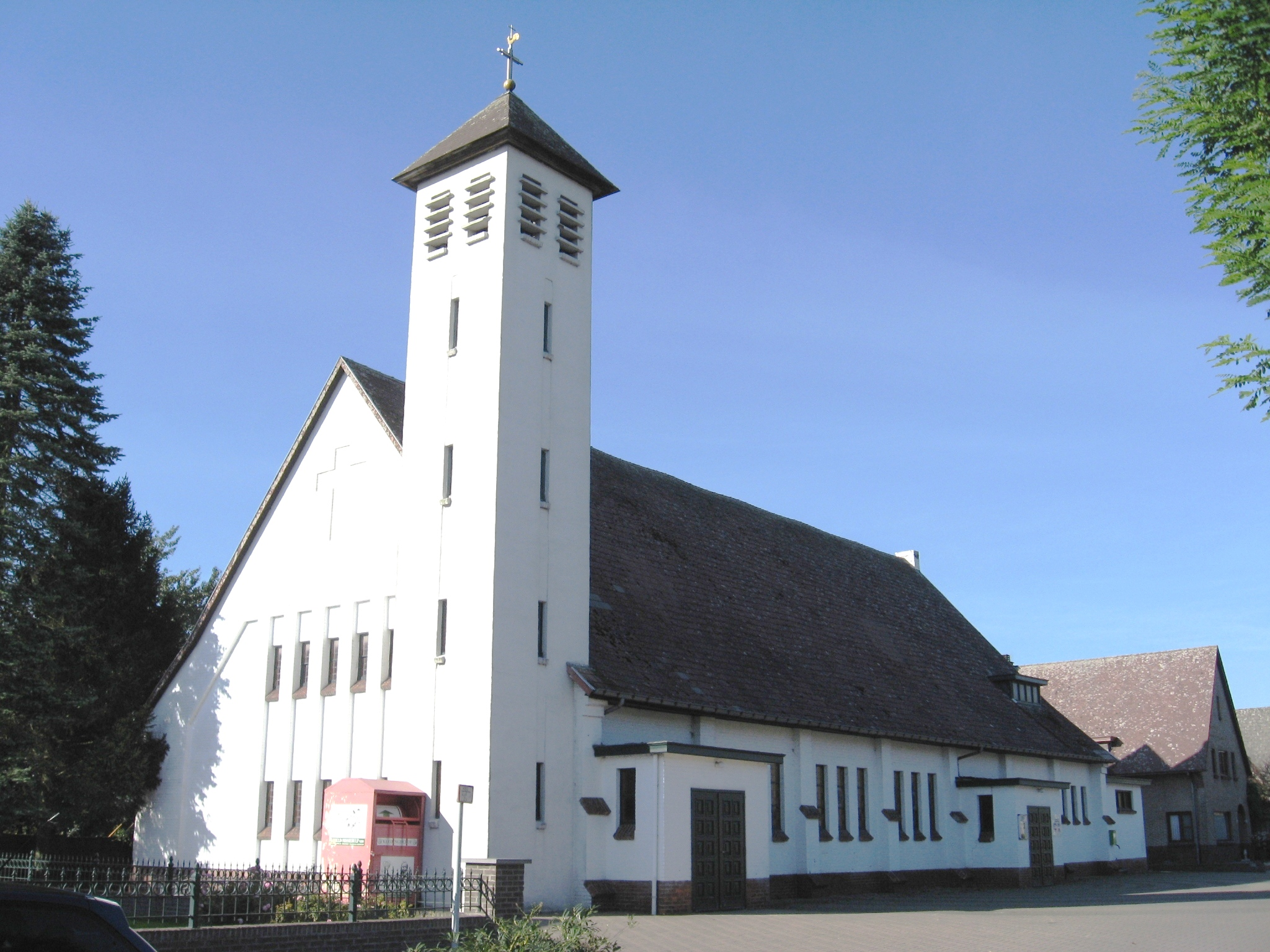
Maagd der Armenkerk

De Maagd der Armenkerk is de parochiekerk van de Lommelse wijk Lutlommel, gelegen aan Torenstraat 5.
Deze kerk werd gebouwd in 1954-1955 en architect was F. Theuwissen. Aanvankelijk was het een noodkerk. Na 1955 werd de kerk vergroot en werd de toren bijgebouwd. In 1961 werd Lutlommel een zelfstandige parochie, die afgesplitst werd van Lommel Centrum.
De kerk is zuid-noord georiënteerd. De kerk vertoont gelijkenis met de Onze-Lieve-Vrouw-van-Lourdeskerk in het nabijgelegen Heide-Heuvel en van dezelfde architect. Het is een langgerekte zaalkerk van witgeschilderde baksteen, onder een zeer hoog zadeldak. Aangebouwd in het zuidoosten is een vierkante toren, onder overkragend tentdak.
Vrijwel de gehele inventaris is van 1955. Het orgel echter is van 1884, werd gebouwd door A. Clerinx, in 1965 hersteld en voorzien van een neogotische orgelkast, die afkomstig is van het klooster van de Soeurs de la Visitation te Luik.